# 아라이 다쓰노리
아라이 다쓰노리(일본어: 新居 辰基, 1983년 12월 22일 ~ )는 일본의 전 축구 선수이다.

## 구단 경력
과거 콘사돌레 삿포로, 시즈오카 FC, 사간 도스, 제프 유나이티드 지바, 쇼난 벨마레에서 활동하였다.